# Talica
Talica (rusky Талица) je město ve Sverdlovské oblasti v Ruské federaci. Při sčítání lidu v roce 2010 měla přes šestnáct tisíc obyvatel. 

## Poloha a doprava
Talica leží na západě Západosibiřské roviny na řece Pyšmě, pravého přítoku Tury v povodí Tobolu. Od Jekatěrinburgu, správního střediska oblasti, je vzdálena přibližně 220 kilometrů východně.
Nejbližší železniční stanice je přibližně pět kilometrů severně od Talicy v sídle městského typu Troickij, kterým prochází železniční trať z Jekatěrinburgu do Ťumeně.

## Dějiny
Obec vznikla v roce 1732 spolu s palírnou vodky a proto se zpočátku nazývala Zavod Talica. Později přes ni začal vést sibiřský trakt. Od roku 1942 je městem.

### Rodáci
- Sergej Michajlovič Nikolskij (1905–2012), matematik